# Ula (Ula) provecta
Ula (Ula) provecta is een tweevleugelige uit de familie Pediciidae. De soort komt voor in het Palearctisch gebied.